# Sarmatosuchus otschevi
Il sarmatosuco (Sarmatosuchus otschevi) è un rettile estinto appartenente agli arcosauriformi. Visse nel Triassico medio (Anisico, circa 245 milioni di anni fa) e i suoi resti fossili sono stati ritrovati in Russia. 

## Descrizione
Tutto ciò che si conosce di questo animale è un resto parziale comprendente parti del cranio e della mandibola, le vertebre cervicali e una scapola. Il cranio completo dell'animale doveva essere lungo circa 35 centimetri, e si suppone che l'intero animale poteva raggiungere 1,5 metri di lunghezza. Il cranio era relativamente lungo, alto posteriormente e dotato di un rostro incurvato verso il basso, probabilmente simile a quello del ben più noto Proterosuchus. 

## Classificazione
L'olotipo di Sarmatosuchus è stato ritrovato nella formazione Donguz nei pressi del fiume Berdyanka, nella regione di Orenburg in Russia. Descritto per la prima volta nel 1994, questo animale è stato inizialmente considerato un rappresentante dei proterosuchidi, un gruppo di arcosauriformi primitivi simili a coccodrilli; un successivo studio pubblicato pochi anni dopo (1997) ha indicato che Sarmatosuchus potrebbe essere stato un rappresentante primitivo degli arcosauri veri e propri.